# Zinedine (prénom)
Pour les articles homonymes, voir Zinedine.
- Pour l'ensemble des articles sur les personnes portant ce prénom, consulter :
  - la liste des articles dont le titre commence par ce prénom
  - les listes produites par Wikidata : Liste des personnes de prénom « Zinedine » — même liste en incluant les éventuels prénoms composés qui contiennent « Zinedine ».

Zinedine (زين الدين), transcrit aussi Zinédine, Zineddine, Zineddin, Zine-Eddine, Zīn ad-Dīn ou Zin al-Din, est un prénom arabe provenant de زين (zine, « bon ») et الدين (eddine, « religion »), signifiant « la beauté de la religion »,.